# Carlos Chagas (Minas Gerais)
Pour les articles homonymes, voir Carlos Chagas (homonymie).
Carlos Chagas est une ville brésilienne de l'État du Minas Gerais. Sa population était estimée à 20 087 habitants en 2010. La municipalité s'étend sur 3 199 km2.

## Maires
| Période | Période | Identité                           | Étiquette | Qualité |
| ------- | ------- | ---------------------------------- | --------- | ------- |
| 1989    | 1992    | Peolino Ribeiro da Silveira        | PMDB      |         |
| 1993    | 1996    | Celso Miranda                      | PFL       |         |
| 1997    | 2000    | Nathan Breuer                      | PTB       |         |
| 2001    | 2008    | Acássio Vieira de Azêredo Coutinho | PSDB      |         |
| 2009    | 2012    | Milton José Tavares de Quadros     | PSDB      |         |